# Arhab
Das Lavafeld Arhab, nördlich der jemenitischen Hauptstadt Sanaa auf ca. 2500 m Höhe gelegen, besteht aus einem 1500 Quadratkilometer großen basaltischen Plateau mit einigen Stratovulkanen sowie etwa 60 Schlackenkegeln. 
Die Krater sind mehrheitlich in einer nordnordwestlichen Linie ausgerichtet und erheben sich über einem 100 bis 250 Meter mächtigen Vulkanplateau. Die vulkanischen Gesteine zeigen eine vorwiegend basaltisch-hawaiische bis basaltisch-rhyolitische chemische Zusammensetzung. Die letzten Eruptionen fanden zwischen den Jahren 400 und 600 statt, wobei ein neun Kilometer langer Lavastrom entstand. 

## Quelle
- Arhab im Global Volcanism Program der Smithsonian Institution (englisch)